# MAPLUS ポータブルナビ2
『MAPLUS ポータブルナビ2』（マップラス -）は、PlayStation Portable（PSP）用のナビゲーションソフト。
PSP専用GPSレシーバー（PSP-290）とソフトをPSPにセットすることでPSPをカーナビ・徒歩として利用可能。
今回、機能を大幅に拡張した。地図が見やすくなり、ダウンロードコンテンツとして有名声優による音声の利用が可能になった。
PND版もある。

## 機能
新たに追加した主な機能は以下のとおりである。
- 経路検索やルート案内など基本となるナビゲーション機能を向上
- 移動手段やルート設定時の好みに合わせてナビゲーション機能を変更できるカスタムナビ機能
- 車や自転車などの移動形態に合わせた案内パターンや、「道幅優先」「直進優先」などの細かい設定が可能
- 道路幅の表示や地図の配色など、見やすい地図
- 高速道路入口案内など充実した案内データを新たに収録
- 電話番号及びフリーワード検索にも対応
- 交差点の走行レーン情報や方面看板を表示
- 専用Webサイトから市街地図や音声データをダウンロードして活用